# Kristián Kinský
Kristián hrabě Kinský z Vchynic a Tetova (německy Christian Graf Kinsky von Wchinitz und Tettau; 23. dubna 1776 Vídeň – 7. února 1835 Vídeň) byl český šlechtic a rakouský generál. Spolu se svými čtyřmi bratry sloužil od mládí v armádě, zúčastnil se bojů proti revoluční Francii, poté bojoval v napoleonských válkách. Závěr kariéry strávil v hodnosti c. k. polního podmaršála jako velitel ve Vídni. Z rodového dědictví převzal statky v Dolních Rakousích (Matzen, Angern) a stal se zakladatelem tzv. matzenské linie Kinských (vymřela v roce 1960).

## Životopis

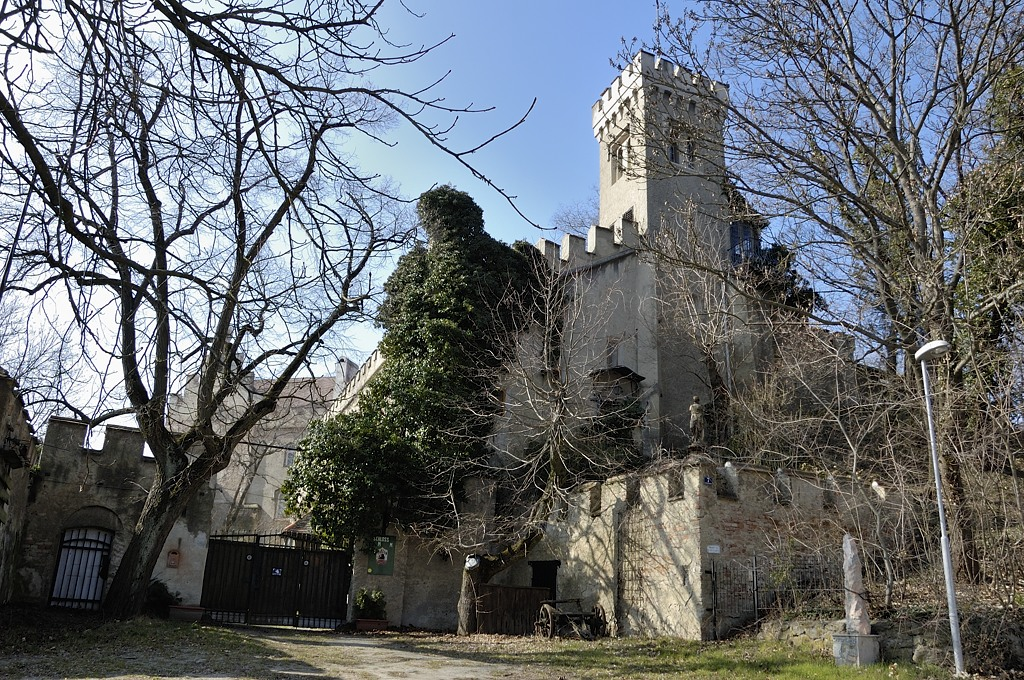
Zámek Matzen v Dolních Rakousích

Pocházel ze starého českého rodu Kinských, patřil k chlumecké větvi a narodil se jako třetí syn Františka Ferdinanda Kinského (1738–1806), matkou byla Marie Kristina, rozená princezna Lichtenštejnová (1741–1819). Studoval ženijní techniku na vojenské škole ve Vídni a stejně jako starší bratři vstoupil do armády během válek s revoluční Francií. Ve vojsku sloužil od roku 1799 a již o rok později získal hodnost kapitána, v letech 1800–1802 se zúčastnil bojů v Itálii, v roce 1802 získal titul c. k. komořího. Za účast v tažení roku 1809 získal Řád Marie Terezie a byl povýšen na majora. Později bojoval v bitvě u Lipska a téhož roku byl povýšen do hodnosti plukovníka. V roce 1821 dosáhl hodnosti generálmajora a byl velitelem v Pešti, později se věnoval reformám v dělostřelectvu. V roce 1833 se v hodnosti c. k. polního podmaršála stal vrchním velitelem ve Vídni, kde o dva roky později zemřel.

## Majetek

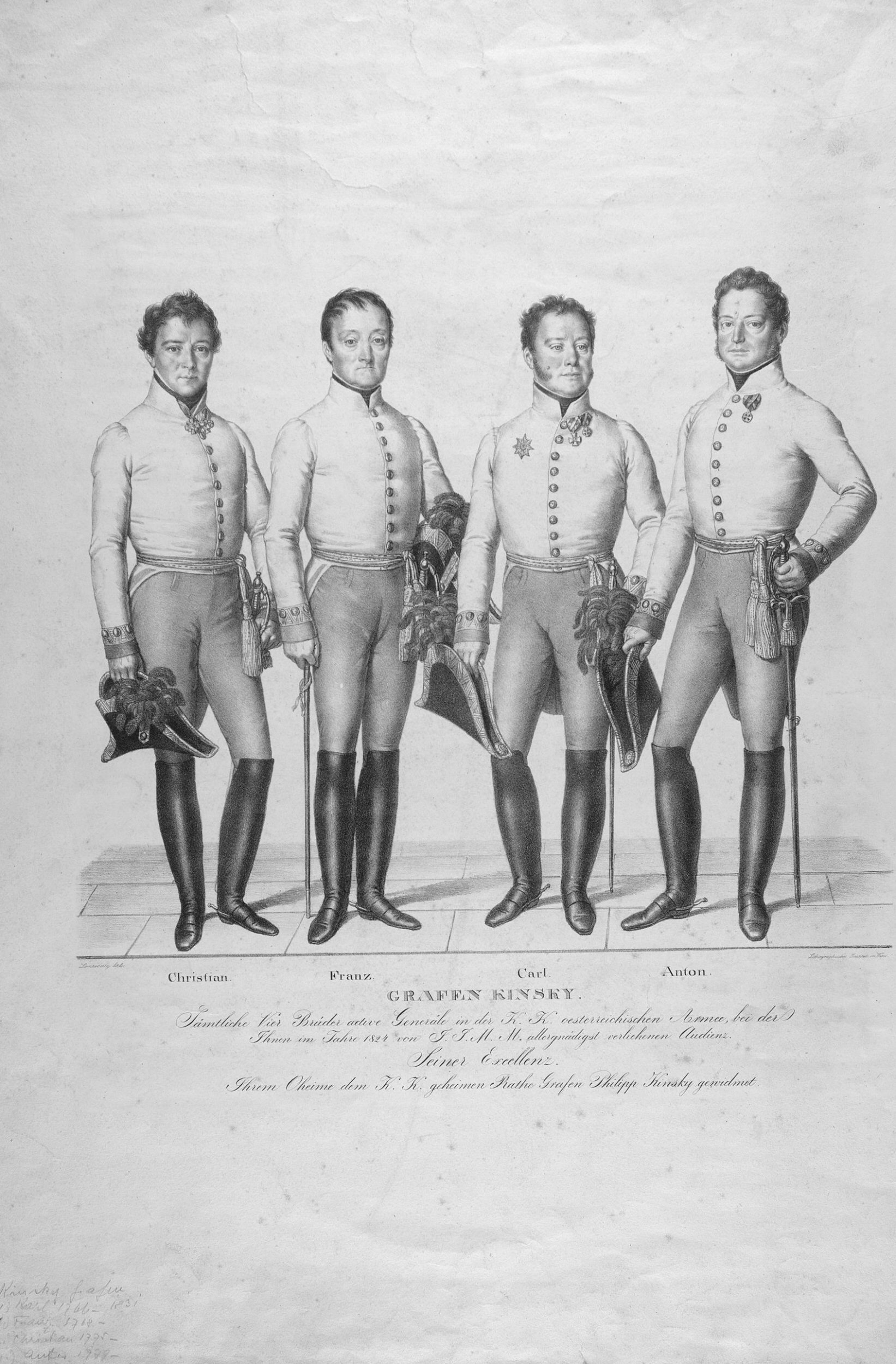
Bratři Kinští jako c. k. generálové, litografie, kolem roku 1820

Jeho sídlem byl zámek Matzen v Dolních Rakousích, který Kinští získali sňatkem již počátkem 18. století, ale teprve díky početnému potomstvu o dvě generace později se stal samostatným sídlem. Pro Kristiána byl Matzen vyčleněn jako dědický podíl závětí jeho otce Františka Ferdinanda (1806), zároveň byl majitelem panství Angern v Dolních Rakousích. Na zámku Matzen se usadil až po odchodu do výslužby a po roce 1827 podnikl novogotickou přestavbu zámku.

## Rodina
V Šoproni se 23. dubna 1810 oženil s Ernestinou Poirotovou de Blainville (19. 9. 1788 Šoproň – 4. 6. 1861 Matzen-Raggendorf), dámou Řádu hvězdového kříže, s níž měl pět dětí. Pokračovatelem linie na Matzenu byl třetí syn Kristián Josef (1822–1894). Nejmladší z potomstva byla dcera Ernestina (1827–1917), provdaná za generála jezdectva a guvernéra v Sedmihradsku hraběte Ludvíka Folliota de Crenneville (1813–1876).
V armádě sloužili také Kristiánovi bratři Karel (1766–1831), František Josef (1768–1843) a Antonín (1779[zdroj?]–1864) a všichni dosáhli generálských hodností. Pokračovatelem chlumecké větve Kinských byl nejstarší z bratrů Leopold (1764–1831), zatímco Karel založil linii žijící na zámku Sloup.

### Děti
- 1. Ferdinand Filip (12. 6. 1813 Praha – 6. 12. 1853 Klosterneuburg), manž. 1852 Terezie Schöppl (29. 1. 1821 Matzen-Raggendorf – 20. 10. 1900 Štýrský Hradec)
- 2. Antonín (12. 3. 1817 Osijek – 20. 11. 1846 Žehušice), manž. 1846 Anna Marie Zichyová (21. 7. 1824 Berlín – 29. 1. 1902 Vídeň)
- 3. Rozálie (26. 2. 1818 – 18. 4. 1903), manž. 1847 baron Leopold Josef von Haan (10. 8. 1806 – 21. 10. 1879 Reiteregg, Štýrsko)
- 4. Kristián Josef (28. 1. 1822 Budapešť – 1. září 1894 Matzen), manž. 1854 hraběnka Terezie Bruntálská z Vrbna (6. 6. 1828 Veselí nad Moravou – 30. 5. 1905, Vídeň)
- 5. Ernestina (20. 10. 1827 – 23. 3. 1917), manž. 1852 hrabě Ludwig Folliot de Crenneville (23. 6. 1813 Vídeň – 21. 4. 1876 Montreux), c. k. generál jezdectva, velitel spolkové pevnosti v Mohuč, místodržitel v Sedmihradsku